# مراقبت سلامت (اداره)
«مراقبت سلامت» (انگلیسی: Health Care) سومین قسمت فصل نخست مجموعه تلویزیونی کمدی آمریکایی اداره است. این قسمت توسط پل لیبرشتاین نوشته شده که در نقش توبی فلندرسون در مجموعه بازی می‌کند و توسط کن ویتینگهام کارگردانی شده‌است. این قسمت نخستین بار در ایالات متحده در ۵ آوریل ۲۰۰۵ از ان‌بی‌سی پخش شد.
در این قسمت، مایکل (استیو کرل) وظیفه انتخاب یک برنامه مراقبت سلامتی جدید و ارزان را دارد. او بلافاصله آن را به داوطلب مشتاق دوایت (رین ویلسون) می‌دهد. دوایت بی‌رحمانه تقریباً تمام مزایا را در طرح جدید را کاهش می‌دهد و باعث خشم کارمندان دفتر می‌شود. در همین حال، پم (جنا فیشر) و جیم (جان کرازینسکی) بیماری‌های ساختگی را تشکیل می‌دهند که باعث ناراحتی دوایت می‌شود. مایکل در تلاشی برای جلب رضایت آن‌ها، به کل دفتر قول یک سورپرایز را می‌دهد و سپس بقیه روز را صرف تلاش برای تحقق وعده خود می‌کند. کارمندان منتظر سورپرایز مایکل هستند که او به طرز ناجوری هرگز ارائه نمی‌کند.